# Diguvachinthapalli, Srinivaspur
Diguvachinthapalli là một làng thuộc tehsil Srinivaspur, huyện Kolar, bang Karnataka, Ấn Độ.